# Rigidez de nuca
La rigidez de nuca es un término médico que se usa para describir la incapacidad del cuello resiste la flexión pasiva, es decir, de acercar la barbilla al tórax. La rigidez de nuca impide la completa movilidad del cuello debido a la rigidez de los músculos en la nuca. Por definición, no hay rigidez de nuca cuando el cuello es capaz de realizar su rango completo de movilidad, aunque exista dolor en el intento. 

## Semiología
La rigidez de la nuca es el signo patognomónico de la irritación meníngea, como la meningitis. Los signos de Kernig y Brudzinski son manifestaciones clásicas de la rigidez de nuca presente en una irritación meníngea. Se ha descrito que estos pacientes con irritación meníngea son capaces de rotar el cuello e incluso extenderlo echando la cabeza atrás a pesar de la gravedad de su trastorno. En los casos más graves, el paciente es incapaz de doblar el tronco.